# Serge Dié
Mhinseia Serge Aristide Dié (Abidjan, 4 ottobre 1977) è un ex calciatore ivoriano, di ruolo centrocampista.

## Biografia
Chiusa la carriera, è tornato a vivere in Costa d'Avorio con la moglie e i suoi due figli. Nel corso di un'intervista ha dichiarato di aver avviato un'attività che produce pannolini per bambini, e si è posto l'obiettivo di realizzare delle scuole calcio in Costa d'Avorio, Benin, Stati Uniti e Grecia. È inoltre stato nominato ambasciatore per l'Organizzazione Mondiale per la Pace, nonché presidente di un'associazione benefica che aiuta le fasce più povere della popolazione africana.

## Statistiche

### Cronologia presenze e reti in nazionale
| Cronologia completa delle presenze e delle reti in nazionale ― Costa d'Avorio | Cronologia completa delle presenze e delle reti in nazionale ― Costa d'Avorio | Cronologia completa delle presenze e delle reti in nazionale ― Costa d'Avorio | Cronologia completa delle presenze e delle reti in nazionale ― Costa d'Avorio | Cronologia completa delle presenze e delle reti in nazionale ― Costa d'Avorio | Cronologia completa delle presenze e delle reti in nazionale ― Costa d'Avorio | Cronologia completa delle presenze e delle reti in nazionale ― Costa d'Avorio | Cronologia completa delle presenze e delle reti in nazionale ― Costa d'Avorio |
| Data                                                                          | Città                                                                         | In casa                                                                       | Risultato                                                                     | Ospiti                                                                        | Competizione                                                                  | Reti                                                                          | Note                                                                          |
| ----------------------------------------------------------------------------- | ----------------------------------------------------------------------------- | ----------------------------------------------------------------------------- | ----------------------------------------------------------------------------- | ----------------------------------------------------------------------------- | ----------------------------------------------------------------------------- | ----------------------------------------------------------------------------- | ----------------------------------------------------------------------------- |
| 9-12-1995                                                                     | Bouaké                                                                        | Costa d'Avorio                                                                | 2 – 1                                                                         | Mali                                                                          | Amichevole                                                                    | -                                                                             |                                                                               |
| 14-1-1996                                                                     | Port Elizabeth                                                                | Costa d'Avorio                                                                | 0 – 2                                                                         | Ghana                                                                         | Coppa d'Africa 1996 - 1º turno                                                | -                                                                             | 75’                                                                           |
| 26-1-1997                                                                     | Bouaké                                                                        | Costa d'Avorio                                                                | 1 – 0                                                                         | Benin                                                                         | Qual. Coppa d'Africa 1998                                                     | -                                                                             |                                                                               |
| 8-5-1997                                                                      | Bouaké                                                                        | Costa d'Avorio                                                                | 4 – 1                                                                         | Senegal                                                                       | Amichevole                                                                    | 1                                                                             | Uscita                                                                        |
| 4-10-1998                                                                     | Bamako                                                                        | Mali                                                                          | 0 – 1                                                                         | Costa d'Avorio                                                                | Qual. Coppa d'Africa 2000                                                     | -                                                                             | 48’                                                                           |
| 24-1-2000                                                                     | Accra                                                                         | Costa d'Avorio                                                                | 1 – 1                                                                         | Togo                                                                          | Coppa d'Africa 2000 - 1º turno                                                | -                                                                             |                                                                               |
| 28-1-2000                                                                     | Accra                                                                         | Camerun                                                                       | 3 – 0                                                                         | Costa d'Avorio                                                                | Coppa d'Africa 2000 - 1º turno                                                | -                                                                             | 73’                                                                           |
| 31-1-2000                                                                     | Accra                                                                         | Ghana                                                                         | 0 – 2                                                                         | Costa d'Avorio                                                                | Coppa d'Africa 2000 - 1º turno                                                | -                                                                             |                                                                               |
| 9-4-2000                                                                      | Kigali                                                                        | Ruanda                                                                        | 2 – 2                                                                         | Costa d'Avorio                                                                | Qual. Mondiali 2002                                                           | -                                                                             | 69’                                                                           |
| 18-6-2000                                                                     | Abidjan                                                                       | Costa d'Avorio                                                                | 2 – 2                                                                         | Tunisia                                                                       | Qual. Mondiali 2002                                                           | -                                                                             | 46’                                                                           |
| 8-9-2002                                                                      | Abidjan                                                                       | Costa d'Avorio                                                                | 0 – 0                                                                         | Sudafrica                                                                     | Qual. Coppa d'Africa 2004                                                     | -                                                                             |                                                                               |
| 11-2-2003                                                                     | Châteauroux                                                                   | Camerun                                                                       | 0 – 3                                                                         | Costa d'Avorio                                                                | Amichevole                                                                    | -                                                                             | 66’                                                                           |
| 30-3-2003                                                                     | Bujumbura                                                                     | Burundi                                                                       | 0 – 1                                                                         | Costa d'Avorio                                                                | Qual. Coppa d'Africa 2004                                                     | -                                                                             |                                                                               |
| 30-4-2004                                                                     | Rabat                                                                         | Marocco                                                                       | 0 – 1                                                                         | Costa d'Avorio                                                                | Amichevole                                                                    | -                                                                             |                                                                               |
| 8-6-2003                                                                      | Abidjan                                                                       | Costa d'Avorio                                                                | 6 – 1                                                                         | Burundi                                                                       | Qual. Coppa d'Africa 2004                                                     | -                                                                             | 54’                                                                           |
| 22-6-2003                                                                     | Polokwane                                                                     | Sudafrica                                                                     | 2 – 1                                                                         | Costa d'Avorio                                                                | Qual. Coppa d'Africa 2004                                                     | -                                                                             | 10’ 79’                                                                       |
| 10-9-2003                                                                     | Tunisi                                                                        | Tunisia                                                                       | 3 – 2                                                                         | Costa d'Avorio                                                                | Amichevole                                                                    | -                                                                             |                                                                               |
| 31-3-2004                                                                     | Tunisi                                                                        | Tunisia                                                                       | 0 – 2                                                                         | Costa d'Avorio                                                                | Amichevole                                                                    | -                                                                             | 72’                                                                           |
| 28-4-2004                                                                     | Aix-les-Bains                                                                 | Costa d'Avorio                                                                | 4 – 2                                                                         | Guinea                                                                        | Amichevole                                                                    | -                                                                             | Ingresso                                                                      |
| 6-6-2004                                                                      | Abidjan                                                                       | Costa d'Avorio                                                                | 2 – 0                                                                         | Libia                                                                         | Qual. Mondiali 2006                                                           | -                                                                             | 46’                                                                           |
| 20-6-2004                                                                     | Alessandria d'Egitto                                                          | Egitto                                                                        | 1 – 2                                                                         | Costa d'Avorio                                                                | Qual. Mondiali 2006                                                           | -                                                                             | 90’                                                                           |
| 4-7-2004                                                                      | Yaoundé                                                                       | Camerun                                                                       | 2 – 0                                                                         | Costa d'Avorio                                                                | Qual. Mondiali 2006                                                           | -                                                                             | 83’                                                                           |
| 18-8-2004                                                                     | Avignone                                                                      | Costa d'Avorio                                                                | 2 – 1                                                                         | Senegal                                                                       | Amichevole                                                                    | -                                                                             |                                                                               |
| Totale                                                                        |                                                                               | Presenze                                                                      | 23                                                                            |                                                                               | Reti                                                                          | 1                                                                             |                                                                               |

| Cronologia completa delle presenze e delle reti in nazionale ― Costa d'Avorio under 20 | Cronologia completa delle presenze e delle reti in nazionale ― Costa d'Avorio under 20 | Cronologia completa delle presenze e delle reti in nazionale ― Costa d'Avorio under 20 | Cronologia completa delle presenze e delle reti in nazionale ― Costa d'Avorio under 20 | Cronologia completa delle presenze e delle reti in nazionale ― Costa d'Avorio under 20 | Cronologia completa delle presenze e delle reti in nazionale ― Costa d'Avorio under 20 | Cronologia completa delle presenze e delle reti in nazionale ― Costa d'Avorio under 20 | Cronologia completa delle presenze e delle reti in nazionale ― Costa d'Avorio under 20 |
| Data                                                                                   | Città                                                                                  | In casa                                                                                | Risultato                                                                              | Ospiti                                                                                 | Competizione                                                                           | Reti                                                                                   | Note                                                                                   |
| -------------------------------------------------------------------------------------- | -------------------------------------------------------------------------------------- | -------------------------------------------------------------------------------------- | -------------------------------------------------------------------------------------- | -------------------------------------------------------------------------------------- | -------------------------------------------------------------------------------------- | -------------------------------------------------------------------------------------- | -------------------------------------------------------------------------------------- |
| 18-6-1997                                                                              | Johor Bahru                                                                            | Costa d'Avorio under 20                                                                | 1 – 2                                                                                  | Inghilterra under 20                                                                   | Mondiali Under-20 1997 - 1º turno                                                      | -                                                                                      | 80’                                                                                    |
| 20-6-1997                                                                              | Johor Bahru                                                                            | Messico under 20                                                                       | 1 – 1                                                                                  | Costa d'Avorio under 20                                                                | Mondiali Under-20 1997 - 1º turno                                                      | 1                                                                                      | 88’                                                                                    |
| 23-6-1997                                                                              | Johor Bahru                                                                            | Emirati Arabi Uniti under 20                                                           | 2 – 0                                                                                  | Costa d'Avorio under 20                                                                | Mondiali Under-20 1997 - 1º turno                                                      | -                                                                                      | 46’                                                                                    |
| Totale                                                                                 |                                                                                        | Presenze                                                                               | 3                                                                                      |                                                                                        | Reti                                                                                   | 1                                                                                      |                                                                                        |